# Linia kolejowa Toulouse – Bayonne
Linia kolejowa Tuluza-Bajonna – główna francuska linia kolejowa w południowo-wschodniej części kraju. Znana również jako Transversale pyrénéenne. Z linią jest związana inna linia Puyoô - Dax, który pozwala na podłączenie do linii Bordeaux - Irun. Linia charakteryzuje się stromym nachyleniem. Jest często używana, szczególnie przez pociągi pielgrzymkowe do Lourdes.